# موسی جنپو
موسی جنپو (زاده ۱۵ ژوئن ۱۹۹۸) بازیکن فوتبال اهل مالی است که هم‌اکنون به عنوان وینگر چپ برای باشگاه فوتبال استقلال تهران در در لیگ برتر فوتبال ایران و تیم ملی فوتبال مالی بازی می‌کند.